# Schee (Wuppertal)
Schee ist eine Ortslage im Osten der bergischen Großstadt Wuppertal.

## Lage und Beschreibung
Die Ortslage befindet sich im äußersten Osten des Wohnquartiers Ehrenberg auf dem Steinhauser Berg, einem Nebengipfel des Ehrenbergs, an der gleichnamigen Straße Steinhauser Berg im Stadtbezirk Langerfeld-Beyenburg unmittelbar an der Stadtgrenze zu Schwelm auf einer Höhe von 305 m ü. NHN. Bei der Ortslage entspringt der Hölkesöhder Bach.
Benachbarte Ortslagen, Hofschaften und Wohnplätze sind Steinhauserberg, Hölkesöhde, Röckebecke, Röttgen, Siepen, Wulfeshohl, Vorderer Ehrenberg, Hinterer Ehrenberg und die Schwelmer Ortslagen Scharwacht, Grafweg, Köttchen, Siepmannsnummer und Auf’m Hagen.

## Geschichte
Der Ort ist auf der Karte der Gemeinde Langerfeld von 1825 und auf der Preußischen Uraufnahme von 1843 unbeschriftet, auf dem Wuppertaler Stadtplan von 1930 mit Schee beschriftet eingezeichnet. 
Im 19. Jahrhundert gehörte Schee zur Landgemeinde Langerfeld im Landkreis Hagen (bis 1887) und dem Kreis Schwelm (ab 1887), die ein eigenes Amt bildete und am 5. August 1922 in die Stadt Barmen, heute Stadtteil von Wuppertal, eingemeindet wurde.
Im Gemeindelexikon für die Provinz Westfalen von 1887 werden zwei Wohnhäuser mit 31 Einwohnern angegeben.
Ab Mitte des 20. Jahrhunderts befand sich in Schee ein Kinderheim, das mittlerweile abgerissen ist.